# Dziubivka, Icinea
Dziubivka (în ucraineană Дзюбівка) este un sat în comuna Sezkî din raionul Icinea, regiunea Cernihiv, Ucraina.

## Demografie
Componența lingvistică a localității Dziubivka
     Ucraineană (98,59%)
     Rusă (1,41%)
Conform recensământului din 2001, majoritatea populației localității Dziubivka era vorbitoare de ucraineană (98,59%), existând în minoritate și vorbitori de rusă (1,41%).